# Jacques Félix Emmanuel Bouxin
Jacques Félix Emmanuel Bouxin (La Tour-en-Jarez, 23 agosto 1888 – Parigi, 13 febbraio 1977) è stato un ammiraglio francese, comandante della 2ª Divisione corazzate durante battaglia di Mers-el-Kébir, avvenuta il 3 luglio 1940.

## Biografia
Nacque il 23 agosto 1888 a La Tour-en-Jarez (dipartimento della Loira), figlio del contrammiraglio Auguste Joseph Marie Bouxin, entro nella Marine nationale nel 1906, diventando aspirante guardiamarina  il 5 ottobre 1909.
Il 1º gennaio 1911 si imbarcò sull'incrociatore corazzato Jules-Ferry, appartenente alla 1ª Squadra al comando del capitano di fregata Charles Bousicaux. Nell'aprile dello stesso anno si trasferì sulla nave da battaglia Voltaire, venendo promosso sottotenente di vascello il 5 ottobre 1911.
Nel gennaio 1912 si imbarca sull'ncrociatore protetto Lavoisier, nave stazionaria in Islanda, passando successivamente, in qualità di istruttore, sull'avviso Chamois, appartenente alla Scuola di navigazione (École de pilotage).
Dal 1º ottobre 1913 frequentò la Scuola per ufficiali d'artiglieria a Tolone, ottenendo il brevetto nel 1914. Nell'agosto dello stesso anno si imbarco sull'incrociatore protetto Châteaurenault, passando poi sulla nuovissima corazzata Bretagne, allora in fase di allestimento a Brest. Appartenente al servizio d'artiglieria della nave, mise a punto le nuove torri da 340/45 mm, e la centrale di tiro.
Promosso tenente di vascello il 30 luglio 1917, assume l'incarico di direttore di tiro sulla medesima nave da battaglia.
Il 1º gennaio 1921 risulta ancora imbarcato sulla Bretagne, appartenente alla 1ª Divisione corazzate della Squadra del Mediterraneo.
Nel settembre dello stesso anno diviene comandante del servizio d'artiglieria sull'incrociatore-scuola Pothuau. Promosso capitano di corvetta il 25 luglio 1923, dal febbraio 1925 seguì i lavori di allestimento della nuova torpediniera Tornade, assumendo il comando della nave il 1º agosto 1926. Promosso capitano di fregata il 17 gennaio 1928, viene poi insignito del grado di Ufficiale della Légion d'onore.
Capo del servizio d'artiglieria sulla corazzata Jean-Bart e poi sulla corazzata Bretagne. Il 30 ottobre 1929 assume il comando del cacciatorpediniere Jaguar, appartenente alla Squadra del Mediterraneo.
Nel dicembre 1931 diviene professore presso il Centro di Alti Studi navali (Centre des Hautes Études Navales).
Promosso capitano di vascello nel gennaio 1934, assume il comando dell'incrociatore da battaglia Strasbourg.
Nell'ottobre 1939, dopo lo scoppio della seconda guerra mondiale, viene elevato al grado di contrammiraglio. Durante la battaglia di Mers-el-Kébir, combattuta contro la flotta britannica il 3 luglio 1940, è al comando della 2ª Divisione navi da battaglia, alzando la sua insegna sulla corazzata Provence.
Il 27 ottobre 1940, a bordo dell'incrociatore da battaglia Strasbourg ancorato nella rada di Tolone, viene insignito dal Ministro della Marina e delle Colonie, ammiraglio François Darlan, del grado di Commendatore della Legion d'onore. Promosso al grado di viceammiraglio nel 1942, andò definitivamente in pensione nell'agosto 1947. Si spense a Parigi, (dipartimento della Senna), il 13 febbraio 1977.